# Einstein (berg i Österrike)
Einstein är ett berg i Österrike.   Det ligger i distriktet Reutte och förbundslandet Tyrolen, i den västra delen av landet, 400 km väster om huvudstaden Wien. Toppen på Einstein är 1 866 meter över havet, eller 752 meter över den omgivande terrängen. Bredden vid basen är 7,4 km. Einstein ingår i Tannheimer Berge.
Terrängen runt Einstein är kuperad åt nordväst, men åt sydost är den bergig. Runt Einstein är det ganska glesbefolkat, med 26 invånare per kvadratkilometer.. Närmaste större samhälle är Reutte, 15,4 km öster om Einstein. 
I omgivningarna runt Einstein växer i huvudsak blandskog.